# ماری عجمی
ماری عَبدُه عجمی (۲۵ مهٔ ۱۸۸۸ – ۲۵ دسامبر ۱۹۶۵) روزنامه‌نگار، آموزگار و شاعر سوری بود. در دمشق در خانواده‌ای ارتدکس یونانی به دنیا آمد که اجدادشان اهل حماه بودند. پدربزرگش یوسف میان دمشق و سرزمین فارس تجارت می‌کرد، از این رو او را عَجَمی می‌نامیدند. او در دمشق تحصیل کرد و در سال ۱۹۰۳ دیپلم خود را گرفت. به زبان‌های عربی و انگلیسی تسلط یافت. به مدت یک سال در زحله، سپس در پورت سعید، سپس در مدرسۀ روسی در دمشق و مؤسسه فرانسوی فرنسیسکان در آنجا تدریس کرد. مجلهٔ «العروس» را در سال ۱۹۱۰ در دمشق تأسیس کرد که تا سال ۱۹۱۴ منتشر شد، سپس از ۱۹۱۸ تا ۱۹۲۵ ادامه یافت. این مجله، نخستین مجلهٔ زنان در منطقهٔ عربی بود که خواهان رهایی و توانمندسازی زنان بود و در مسائل آنان تخصص داشت. عجمی برای شماری از روزنامه‌ها و ایستگاه‌های رادیویی در کشورهای عربی و عرب‌های خارج‌نشین نوشت. همچنین به ترجمهٔ ادبی از انگلیسی به عربی پرداخت. ماری عجمی نماد برجستهٔ رنسانس فرهنگی و اجتماعی فمینیستی در سوریه در قرن بیستم شمرده می‌شود. او کسی بود که در ابتدای پیدایش مطبوعات سوریه، اولین مجلهٔ فرهنگی و اجتماعی زنان را که آن را «العروس» نامید، بیرون داد. او پیشگام اولین پروژهٔ رنسانس فمینیستی سوری بود و او را یکی از بنیانگذاران مطبوعات فمینیستی سوریه می‌دانند.

## زندگی و پیشه
ماری عجمی در خانه‌ای در محلهٔ جوّانیه کوچهٔ طالع الفضة در شهر قدیمی دمشق، پشت کلیسای ارتدکس سنت‌جان دمشقی، در ۲۵ مهٔ ۱۸۸۸ به دنیا آمد. او از همسر دوم یک پدر سالخورده با اصل حمایی، عبده یوسف‌العجمی، نایب کلیسای جامع که در بافندگی و تجارت ابریشم کار می‌کرد، به دنیا آمد.پدربزرگش الیان الحماوی به دمشق نقل مکان کرد و در آنجا خانواده‌اش به دلیل تجارت جواهرات به سرزمین عجم (فارس) نام عجمی را به دست آوردند. خانواده‌اش ارتدکس یونانی بودند. ماری در شهر دمشق بزرگ شد. او دورهٔ ابتدایی را در مدرسهٔ ایرلندی خواند و سپس تحصیلات راهنمایی را در مدرسهٔ روسی ادامه داد. اولین مقالهٔ خود را در سیزده سالگی در روزنامهٔ المحبه منتشر کرد. او از کتابخانه نعمان قسطلی و مجلهٔ «الجامعه» فرح آنتون بهره برد. پس از اینکه زبان عربی و ادبیات آن را فراگرفت، به یادگیری زبان انگلیسی پرداخت تا اینکه در آن تسلط یافت.
در سال ۱۹۰۵ در دانشگاه آمریکایی بیروت در رشته پرستاری تحصیل کرد، اما به دلیل ضعف سلامتی تحصیلات خود را به پایان نرساند. او ابتدا به آموزش روی آورد و در سال ۱۹۰۶ به عنوان معلم ارشد در مدرسه روسی در دمشق منصوب شد. پس از آن تاریخ، به مدت دو سال با روزنامه‌ها و مجلات مهمی مانند المقتبس در دمشق، المهذّب در زحله، الإخاء در حما، و الحسناء و لسان الحال در بیروت مکاتبه کرد. سپس در سال ۱۹۰۹ به اسکندریه نقل مکان کرد و در آنجا به عنوان مدیر مدرسه قبطی منصوب شد. او یک سال در آنجا ماند، سپس به دمشق بازگشت و در دسامبر ۱۹۱۰ مجله العروس را تأسیس کرد. تا سال ۱۹۱۴ منتشر شد سپس از ۱۹۱۸ تا ۱۹۲۵ ادامه یافت. با سی و دو صفحه شروع شد و بعداً به چهل صفحه افزایش یافت تا اینکه در سال ۱۹۱۴ به دلیل شروع جنگ جهانی اول انتشار آن متوقف شد. این مجله پس از پایان جنگ در سال ۱۹۱۸ با شصت صفحه منتشر شد و مشهورترین چهره‌های ادبیات و روزنامه‌نگاری سوریه و جهان عرب در آن زمان برای آن می‌نوشتند، امثال: جبران خلیل جبران، میخائیل نعیمه، ایلیا ابوماضی، معروف الرصافی، عباس محمود العقاد. انتشار این مجله ادامه یافت تا اینکه در سال ۱۹۲۵، سال وقوع انقلاب کبیر سوریه، انتشار آن متوقف شد. هدف این مجله «رهایی زنان از قید و بند و رهایی مردان از ناسپاسی آنها» بود. علاوه بر مطالب مربوط به کودکان و خانواده، مطالب ادبی، تاریخی و محیطی را منتشر کرد. همچنین رمان‌ها و بحث‌های ادبی منتشر می‌کرد و مکانی منحصر به فرد برای ترویج بسیاری از ایده‌های رهایی‌بخش بود.
عجمی به دلیل مقاومت در برابر مقامات عثمانی و بعداً مقامات اشغالگر فرانسه و انگلیس شناخته شده بود.در دنیای سیاست، مبارزات ماری عجمی با قربانیان ۶ ایار ۱۹۱۶ مرتبط شروع شد. او بیش از یک بار به زندان‌ها رفت و شرایط آنها و زندانیان سیاسی را شرح داد. شرایط بدی را که در معرض آن قرار می‌گرفتند و انواع شکنجه‌ها و آزارهایی که متحمل شدند را دید. او جمال پاشا را بدترین ظالمی توصیف کرد که کشور از آن رنج می‌برد. عجمی همچنین برای حقوق اکثر طبقات جامعه به ویژه کودکان و زنان تلاش و مبارزه کرد. عجمی از کشاورزان و کارگران سوری حمایت کرد و آنان را به جای تکیه بر واردات به سمت حمایت و تکیه بر اقتصاد محلی تشویق می‌کرد.
عجمی باشگاه ادبی زنان را در محلهٔ القصاع دمشق تأسیس کرد. سپس انجمن نور الفیحاء و باشگاه آن، و مدرسهٔ دخترانه شهدا، با مشارکت نازک العابد، در سال ۱۹۲۰ تأسیس کرد.در ابتدای همان سال با مشارکت العابد، باشگاه بانوان شام را تأسیس کرد. در سال ۱۹۲۱ به عضویت کمیتهٔ نقد ادبی انجمن ادبی انتخاب شد و در سردبیری مجلهٔ آن انجمن که بیش از یک سال دوام نداشت، مشارکت داشت. او تنها زن آن انجمن بود.
محافل ادبی از او تجلیل کردند و در سال ۱۹۲۶ به مناسبت ۲۵ سالگی فعالیت او در عرصه‌های سخنوری، نویسندگی و روزنامه‌نگاری، جشن نقره‌ای برای او در بیروت برگزار شد. او در دو جشنی که در سال ۱۹۲۸ در حیفا و یافا برای او برگزار شد، تجلیل مشابهی دریافت کرد. باشگاه ارتدوکس دمشق در سال ۱۹۲۹ نیز از او تقدیر کرد. او دو جایزه از رادیوی بریتانیا در سال‌های ۱۹۴۶ و ۱۹۴۷ دریافت کرد.
در اوایل دهه ۱۹۳۰ به مدت چهار سال در مدرسه فرانسیسکن (دارالسلام) به تدریس ادبیات عرب پرداخت. در سال ۱۹۴۰ مجدداً برای تدریس به بغداد سفر کرد، اما بیش از یک سال در آنجا نماند. در عراق، یکی از شاگردانش نازک الملائکه بود. به دمشق بازگشت تا خود را وقف فعالیت‌های ادبی و اجتماعی کند. در سال ۱۹۴۴ به عضویت انجمن حلقه الزهرا برای مردان و زنان ادیب انتخاب شد.

## درگذشت
ماری عجمی در سال‌های پایانی زندگی، بیماری‌اش تشدید شد و او از زندگی عمومی کناره‌گیری کرد. او در ۲۵ دسامبر (برخی منابع ۴ دسامبر) ۱۹۶۵ در دمشق در سن هفتاد و هفت سالگی درگذشت. وی در کلیسای جامع مریمیّه، در آرامستان ارتدکس یونانی سنت جرج در محلهٔ باب الشرقی به خاک سپرده شد. تنها ۱۶ نفر از نزدیکانش پیکرش را تا آرامستان همراهی کردند و از میان ادیبان، فقط فؤاد الشایب حضور داشت. فدراسیون انجمن‌های زنان در سوریه در ۲۵ آوریل ۱۹۶۶ مراسم یادبودی را برای او در دانشگاه دمشق برگزار کرد که در آن افرادی سخنرانی کردند، مانند: فؤاد الشایب، رئیف خوری، جان کمید، وداد سکاکینی، کاظم الداغستانی، عفیفه صعب، امین نخله و دیگران. در سال ۱۹۶۹ وزارت فرهنگ و ارشاد ملی، گزیده‌ای از شعر و نثر او را با عنوان «دوحهٔ خاطره» منتشر کرد.

## آثار
- مختارات من شعر ماري ونثرها: انجمن فرهنگی زنان در دمشق، ۱۹۴۴.
- المجدلية الحسناء: ترجمه از انگلیسی، ۱۹۱۳
- أمجد الغايات: ترجمه از انگلیسی، از باسیل ماسیوز، ۱۹۲۷
- دوحة الذكرى: برگزیده‌های شعر و نثر او، وزارت فرهنگ و ارشاد ملی، دمشق، ۱۹۶۹